# Podlesie (Oświęcim)
Pour les articles homonymes, voir Podlesie.
Podlesie est une localité polonaise de la gmina de Przeciszów, située dans le powiat d'Oświęcim en voïvodie de Petite-Pologne.